# プロスタグランジンE2
プロスタグランジンE2（英: Prostaglandin E2, PGE2）は生理活性物質であるプロスタグランジンの一種であり、PGE受容体を介して発熱や破骨細胞による骨吸収、分娩などに関与している。医薬品（ジノプロストン）としては陣痛促進や治療的流産に用いられる。

## 化学構造
PGE2の命名法はプロスタグランジン類に共通するものであり、五員環部分の9位にオキソ基と11位にヒドロキシル基、側鎖部分の15位にヒドロキシル基を有するので“Ｅ”、5位、13位の2箇所に二重結合を有するので“2”とされる。

## 産生機構

### アラキドン酸カスケード

プロスタグランジンの生合成経路。PGH2(図中青色)を基点として様々なエイコサノイドが作られるが、PGE2はPGE合成酵素 (PGE synthase) により生成される。

PGE2をはじめとしたエイコサノイドは炭素数20の不飽和脂肪酸を原料に生合成されることが知られており、食物由来物質の中ではアラキドン酸の含量が多い。このことからエイコサノイドの合成系をアラキドン酸カスケードと呼んでおり、PGE2も精嚢腺や肺などにおいてアラキドン酸から生成される。
アラキドン酸カスケードでのPGE2合成反応は以下の4段階に分けられる。1) 生体膜のリン脂質のsn2位にエステル結合しているアラキドン酸がホスホリパーゼA2 (PLA2) と呼ばれる酵素により切り出される。2) 遊離したアラキドン酸はシクロオキシゲナーゼ (COX) により代謝されPGG2になる。この際、アラキドン酸がリポキシゲナーゼ (LOX) による代謝を受けるとロイコトリエンの合成系に入っていくが、本題から外れるため詳述しない。3) さらにPGG2はPGH2に変換され、この反応もCOXが担う。つまり、COXの関与する反応はアラキドン酸→PGG2とPGG2→PGH2の二段階であり、前者をシクロオキシゲナーゼ反応、後者をヒドロペルオキシダーゼ反応と称する。4) プロスタグランジンE合成酵素 (PGES) の働きによりPGH2からPGE2が作られる。

### ホスホリパーゼA2
ホスホリパーゼA2はリン脂質を脂肪酸とリゾリン脂質に加水分解する酵素である。PLA2には細胞質PLA2 (cPLA2)、分泌型PLA2 (sPLA2)、Ca2+非依存性PLA2 (iPLA2)、血小板活性化因子アセチルヒドロラーゼ (PAF-AH) 群およびアディポサイトPLA2 (AdPLA2)が存在しており、その中でもcPLA2の一種であるcPLA2αが最もアラキドン酸含有のリン脂質に対して選択性が高く、PGE2の産生において重要である。cPLA2αの活性は細胞内Ca2+の濃度上昇により制御されており、cPLA2αのアミノ基側末端に存在するC2ドメインと呼ばれる配列にCa2+が結合することによりcPLA2の細胞質から細胞膜下への移動が起こり、細胞膜を構成するリン脂質を捕捉できるようになる。また、cPLA2のリン酸化も重要であり、Ser505、Ser515、Ser727の部位がMAPキナーゼやCa2+/カルモジュリン依存性プロテインキナーゼ-2(CaMK2)などの酵素によりリン酸化されることで酵素活性が2-3倍に上昇する。リン酸化が酵素活性を増大させるメカニズムは十分に明らかになっていないが、Ser505のリン酸化はcPLA2αの細胞膜からの解離を遅らせるという報告もある。

### シクロオキシゲナーゼ (COX)
COX-1
COX-1は構成的酵素であり、炎症性刺激の有無に関わらずほぼ全ての組織に発現がみられる。胃粘膜保護や腎臓血流量の増加などに関与し、生理的な機能の維持を行っていると考えられている。
COX-2
炎症や癌などの病的状態において誘導される酵素であり、滑膜細胞やマクロファージ、単球などに発現が見られる。サイトカインや増殖因子、細菌内毒素などの刺激により産生が促され、抗炎症薬により抑制される。抗炎症薬投与によりCOX-1が活性阻害を受けると、プロスタグランジンの胃粘膜保護作用や血小板凝集作用などが失われるため副作用の原因となる。そのためCOX-2選択的な阻害薬が治療により有用性が高いとされている。COX-2選択的な阻害薬としてセレコキシブなどが知られている。また、ステロイド性抗炎症薬によってもその発現が抑制される。

### プロスタグランジンE合成酵素
PGESはPG合成系の中間体であるPGH2から生理活性化合物であるPGE2への代謝反応を選択的に触媒する酵素である。PGESにはmPGES-1、mPGES-2およびcPGESの3種類が存在しており、それぞれ特徴が異なる。
- mPGES-1 (Microsomal PGE Synthase-1)

mPES-1の機能発現は主にCOX-2と共役しており、癌や炎症、疼痛、発熱、組織修復などに関与することが知られている。mPGES-1は炎症刺激によって発現が上昇する3量体の誘導型酵素であり、抗炎症薬であるグルココルチコイドにより発現が抑制される。mPGES-1の誘導には転写因子Egr-1が関与しており、mPGES-1プロモーター領域近位のGCボックスに結合することで転写活性化を引き起こす。
mPGE-2
PGES-2は二量体を形成しており、アミノ基側末端を介して脂質膜に結合している。様々な組織・細胞にmPGES-2の構成的な発現が見られ、炎症や組織損傷などによって誘導されないタイプの酵素であると考えられている。しかし、結腸・直腸癌ではmPGES-1と共にその発現量が増大していることが報告されている。
cPGES(Cytosolic PGE Synthase)
cPGESはコシャペロン分子のp23と同一のタンパク質であり、細胞質中に存在してCOX-1由来PGH2の代謝を行う。炎症などの因子に影響を受けない構成型酵素であるが、カゼインキナーゼ2 (CK2) によるリン酸化によりミカエリス･メンテン係数(Km)が大きく減少することが報告されており、CK2によるリン酸化はcPGESの酵素活性とPGE2産生量に結びついている。

## 受容体と生理活性
プロスタグランジン受容体はいずれも細胞膜7回貫通型のGタンパク質共役受容体であり、PGE2受容体も例外ではない。一般にPGE受容体のことを"EP"と略して称することが多いため本稿でもそれに従う。
EPにはこれまでに少なくとも4種類のサブタイプ (EP1～EP4) の存在が報告されており、いずれもPGE2に対して反応性が高い。EP3には選択的スプライシングにより産生される数種類のアイソフォームが存在している。
|                         | EP1                                  | EP2                | EP3                                      | EP4                      |
| ----------------------- | ------------------------------------ | ------------------ | ---------------------------------------- | ------------------------ |
| 構成アミノ酸数 (マウス) | 405                                  | 362                | 366(EP3α)                                | 513                      |
| Gタンパク質             | Unknown                              | Gs                 | Gi                                       | Gs(Gi)                   |
| 情報伝達                | 細胞内Ca2+↑                          | cAMP産生量↑        | cAMP産生量↓                              | cAMP産生量↑、PI3キナーゼ |
| 代表的な分布組織        | 腎臓、胃、肺                         | 血管平滑筋         | 腎臓、子宮、胃                           | 平滑筋、腎、胸腺         |
| 作用                    | 平滑筋収縮、ストレス反応(ACTH分泌等) | 血管拡張、卵胞成熟 | 発熱、痛覚伝達、胃液分泌抑制、平滑筋収縮 | 免疫抑制、骨代謝         |
| アゴニスト              | ONO-DI-004                           | ONO-AEI-259        | ONO-AE-248                               | ONO-AE1-329              |
| アンタゴニスト          | ONO-8713                             | -                  | ONO-AE3-240                              | ONO-AE3-208              |